# Théorème de Haruki

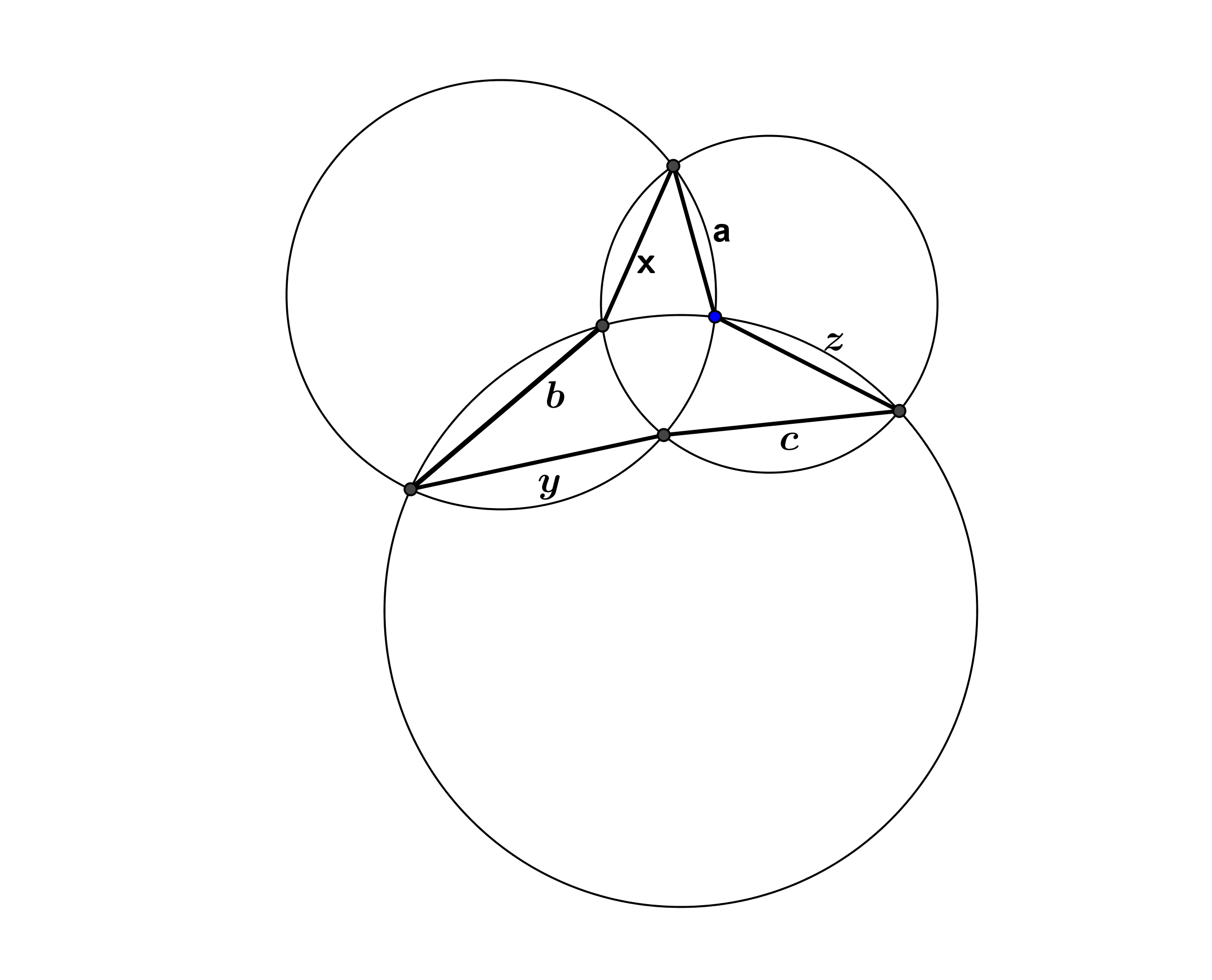
Illustration du théorème de Haruki.

En géométrie, le théorème de Haruki donne une relation algébrique vérifiée par la figure formée par les six points d'intersection de trois cercles sécants deux à deux, reliés d'une certaine façon. 
On distingue parmi ces six points trois qui sont sur le bord de la figure et trois qui sont à l'intérieur. En reliant chaque point extérieur aux deux points intérieurs correspondant, on obtient six segments successifs de longueurs {\displaystyle x,a,z,c,y,b}, ; le théorème énonce  :
{\displaystyle x\cdot y\cdot z=a\cdot b\cdot c}.